# Last Kiss (Zachary Richard)
Last Kiss è un album di Zachary Richard, pubblicato dalla Musicor Records nel 2009. Il disco fu registrato a New Orleans, Montreal, Parigi, Brussels, Los Angeles e Lafayette (Louisiana, Stati Uniti).

## Tracce
1. Dansé – 4:11 (Zachary Richard)
2. Fire in the Night – 3:41 (Zachary Richard)
3. The Levee Broke – 4:39 (Zachary Richard)
4. Last Kiss – 4:28 (Zachary Richard, Brian Stoltz)
5. Just Ain't Enough – 3:58 (Zachary Richard)
6. Give My Heart – 4:21 (Zachary Richard)
7. Some Day – 3:43 (Zachary Richard)
8. Sweet Daniel – 5:36 (Zachary Richard)
9. Come to Me – 4:09 (Zachary Richard)
10. Au Bord de Lac Bijou – 4:45 (Zachary Richard)
11. The Ballade of C.C. Boudreaux – 3:36 (Zachary Richard)
12. Acadian Driftwood – 4:53 (Robbie Robertson)

## Musicisti
- Zachary Richard - voce, chitarra acustica, pianoforte
- Eric Sauviat - chitarra acustica, chitarra elettrica, chitarra baritono, dobro, mandolino
- Dean Parks - chitarra acustica, chitarra elettrica, mandolino
- Freddy Koella - chitarra lap steel, mandolino, violino
- Bill Dillon - chitarra acustica, chitarra elettrica, basso, guitorgan, chitarra pedal steel
- Sylvain Quesnel - mandolino
- Matt Clifford - harmonium
- Larry Goldings - organo, pianoforte
- David Torkanowsky - tastiere, organo hammond, pianoforte, arrangiamenti strumenti a corda
- Carla Kihlstedt - violino
- Matt Rhody - violino
- Nicolas Fiszman - basso, chitarra acustica, chitarra baritono
- Tony Hall - basso
- Larry Klein - basso
- Denis Courchesne - batteria
- John "Hot Fat Reynolds" Ferraro - batteria
- Bill Summers - percussioni
- Céline Dion - voce (in duetto nel brano: 12)
- Susan Cowsill - voce
- Theresa Andersson - accompagnamento vocale, coro
- Lucy Burnett - accompagnamento vocale, coro
- Charles Elam III - accompagnamento vocale, coro
- Phillip Manuel - accompagnamento vocale, coro
- Yolanda Robinson - accompagnamento vocale, coro